# Harrassowitz Verlag
Der Harrassowitz Verlag ist ein deutscher Wissenschaftsverlag in der Rechtsform einer GmbH & Co. KG mit dem Geschäftssitz in Wiesbaden.

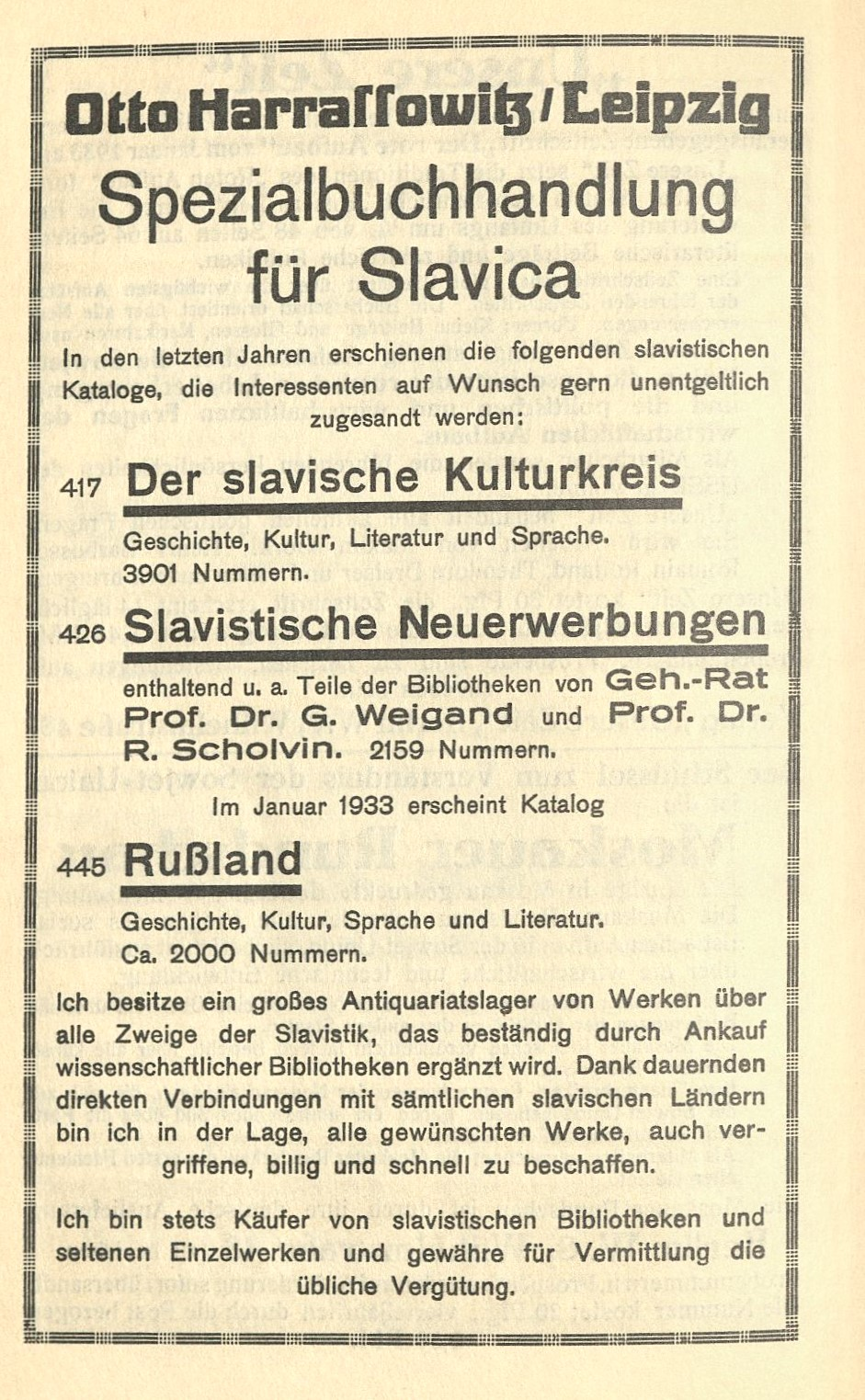
Verlagsanzeige (1933)

Der Verlag wurde am 1. Juli 1872 von Otto Harrassowitz gemeinsam mit Oscar Richter als Verlagsbuchhandlung mit angeschlossenem Antiquariat in Leipzig gegründet. 1875 übernahm Otto Harrassowitz die alleinige Leitung des Unternehmens. 1921 folgte ihm sein Sohn Hans Harrassowitz († 21. April 1964) in der Geschäftsleitung.
Während des Zweiten Weltkriegs wurde das Verlagshaus bei einem Luftangriff auf Leipzig am 4. Dezember 1943 vollständig zerstört. Nach der Enteignung im Jahr 1949 siedelte der Verlag 1953 nach Wiesbaden über, wo der Wiederaufbau als Kommissionsverlag begann. Allerdings firmierte danach in Leipzig weiter ein Harrassowitz Verlag, in dem u. a. 1958 von Günter Schulemann Geschichte des Dalai Lama erschien.
Die Schwerpunkte des Verlags liegen in den Fachgebieten Buchwissenschaft, Bibliothekswissenschaft, Orientalistik (z. B. Studies in Oriental Religions), Slawistik und diversen Philologien. Seit 2013 erscheinen auch die Publikationen der Monumenta Germaniae Historica im Harrassowitz-Verlag.